# 迪米塔尔·塔列夫

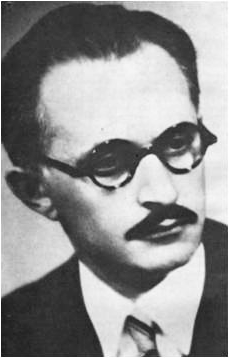
迪米塔尔·塔列夫

迪米塔尔·塔列夫（1898年9月1日 - 1966年10月20日）是保加利亚作家、记者、政治犯和保加利亚国民议会议员。
塔列夫生于奥斯曼帝国普里莱普。塔列夫支持保加利亞吞併北马其顿。 
1944年保加利亚政变後，塔列夫被視為“法西斯分子”並被逮捕。托多尔·日夫科夫上台後塔列夫被平反。1966年，塔列夫当选第31届保加利亚国民议会议员。 